# WrestleMania XIV
WrestleMania XIV a fost cea de-a paisprezecea ediție a pay-per-view-ului anual WrestleMania organizat de promoția World Wrestling Federation. Evenimentul a fost găzduit de arena FleetCenter din Boston pe data de 29 martie 1998. 
Acest pay-per-view a marcat "încoronarea" lui Stone Cold Steve Austin ca și campion WWF. Victoria sa împotriva lui Shawn Michaels (care a evoluat în ciuda unei accidentări grave) este considerată de mulți observatori ca fiind începutul Erei Attitude.

## Rezultate
- Tag Team-ul L.O.D. 2000 (Hawk și Animal) (însoțiți de Sunny) a câștigat un Battle Royal la care au mai participat alte 14 echipe: două echipe reprezentându-i pe Los Boricuas (Savio Vega & Miguel Pérez, Jr. și Jose Estrada, Jr. & Jesus Castillo), The Truth Commission (Recon și Sniper), Bradshaw și Chainz, două echipe din partea Nation of Domination (Mark Henry & D'Lo Brown și Faarooq & Kama Mustafa), The Quebecers (Jacques Rougeau și Pierre Ouellet), The Rock 'n' Roll Express (Ricky Morton și Robert Gibson), The Headbangers (Mosh și Thrasher), Too Much (Scott Taylor și Brian Christopher), Disciples of Apocalypse (8-Ball și Skull), Steve Blackman și Flash Funk, The Godwinns (Phineas și Henry) și The New Midnight Express (Bombastic Bob și Bodacious Bart) (8:19)

- - LOD 2000 a câștigat, ultima echipă eliminată fiind The New Midnight Express. Meciul a avut ca miză o șansă la centurile WWF Tag Team Championship într-un meci programat în cadrul pay-per-view-ului In Your House: Unforgiven.
- TAKA Michinoku l-a învins pe Aguila, păstrându-și centura WWF Light Heavyweight Championship (5:57)
  - Michinoku a câștigat prin pinfall, după ce i-a aplicat lui Aguila un Michinoku Driver.
- Triple H (însoțit de Chyna) l-a învins pe Owen Hart, păstrându-și titlul de campion european (11:29)
  - Triple H l-a numărat pe Hart după ce i-a aplicat un Pedigree.
  - Pe parcursul meciului, Chyna a fost legată cu cătușe de comisarul WWF Sgt. Slaughter.
- Marc Mero și Sable i-au învins pe Artistul anterior cunoscut sub numele de Goldust și Luna (9:11)
  - Sable a numărat-o pe Luna după aplicarea unui TKO.
- The Rock l-a învins pe Ken Shamrock prin descalificare, păstrându-și titlul de campion intercontinental (4:49)
  - Inițial, Shamrock câștigase meciul prin submission, folosind un ankle lock. Deși The Rock semnalase că renunță, Shamrock nu i-a dat drumul după ce arbitrul a luat notă de abandonul lui The Rock. După ce Shamrock a fost forțat să-i dea drumul, acesta a început să dea în arbitru și în diferiții oficiali din ring, ceea ce a dus la descalificare.

- Cactus Jack și Chainsaw Charlie i-au învins pe New Age Outlaws (Billy Gunn și Road Dogg) într-un meci de tipul Dumpster Match, câștigând centura WWF Tag Team Championship (10:01)
  - Chainsaw Charlie i-a aruncat pe cei de la New Age Outlaws într-un coș de gunoi din culise. Titlurile le-au fost retrase în ziua următoare pentru că și-au aruncat adversarii într-o pubelă greșită.
- Pete Rose a intrat în arenă pentru a anunța următorul meci. Înainte de a face prezentările, a adus unele insulte publicului, spunând că echipa locală de baseball este incapabilă să câștige titlul suprem din campionatul în care evoluează. Kane și-a făcut apariția în ring și i-a aplicat lui Rose un Tombstone piledriver.
- The Undertaker l-a învins pe Kane (însoțit de Paul Bearer) (16:58)
  - Undertaker a câștigat prin pinfall, după ce i-a aplicat lui Kane de trei ori manevra sa de final, Tombstone Piledriver.
  - După meci, Paul Bearer și Kane l-au atacat pe Undertaker, Kane aplicându-i lui Taker un Tombstone pe un scaun de metal.
  - The Undertaker și-a făcut apariția în ring pe melodia "O Fortuna" fiind înconjurat de druizi.
- Steve Austin l-a învins pe Shawn Michaels, câștigând centura WWF Championship. Meciul l-a avut pe Mike Tyson în postura de Special Outside Enforcer (20:02)
  - Austin a câștigat prin pinfall, după ce i-a aplicat lui Michaels un Stone Cold Stunner. Deoarece arbitrul era inconștient, Mike Tyson, care era crezut a fi de partea lui Michaels, a intrat în ring și a numărat pinfall-ul lui Stone Cold, declarându-l învingător.
  - După meci, Tyson l-a atacat pe Michaels și a acceptat un tricou "Austin 3:16" din partea lui Stone Cold.
  - Chris Warren a interpretat live melodia de intrare a celor de la D-Generation X.

## Alți participanți
| Comentatori - Jerry "The King" Lawler - Jim Ross Comentatori spanioli - Carlos Cabrera - Tito Santana - Hugo Savinovich Ring announcer - Howard Finkel | Arbitrii - Mike Chioda - Jack Doan - Jim Korderas - Tim White |

## De reținut
- Chris Warren a interpretat la începutul show-ului imnul "America the Beautiful".
- WrestleMania XIV a fost prima ediție WrestleMania la care a existat un meci contând pentru titlul european și singura ediție la care a existat un meci pentru centura WWF Light Heavyweight Championship.
- Acesta a fost evenimentul în care wrestlerul The Rock a folosit pentru prima oară o variantă a celebrului său catchfrase "Do you smell what the Rock is cookin'?". Momentul s-a produs într-un interviu cu Gennifer Flowers.
- WrestleMania XIV a fost ultima ediție WrestleMania care a folosit vechiul logo WWF New Generation, marcând introducerea logo-ului Erei Attitude. De asemenea, a fost prima ediție în care s-au folosit corzi de culoare roșie și pânze negre pe cele patru laturi ale ringului.
- Printre celebritățile prezente la eveniment s-au numărat Pete Rose, Chris Warren, Mike Tyson, Gennifer Flowers, Vinny Paz și Marvin Hagler.